# Одоло
Одоло (італ. Odolo) — муніципалітет в Італії, у регіоні Ломбардія, провінція Брешія.
Одоло розташоване на відстані близько 450 км на північ від Рима, 95 км на схід від Мілана, 19 км на північний схід від Брешії.
Населення — 2017 осіб (2014).
Щорічний фестиваль відбувається 12 квітня. Покровитель — святий Зенон.

## Демографія
Населення за роками:

Станом на 1 січня 2023 року в муніципалітеті офіційно проживали 284 іноземці з 24 країн, серед них 30 громадян країн Євросоюзу та 10 громадян України.

## Сусідні муніципалітети
- Аньозіне
- Презельє
- Саббіо-К'єзе
- Валліо-Терме

## Міста-побратими
- Гонносфанадіга, Італія (2008)